# آرامگاه مینگ شیائو لینگ
آرامگاه مینگ شیائو لینگ آرامگاه امپراتور هونگ‌وو، بنیان‌گذار دودمان مینگ است که در فهرست میراث جهانی یونسکو ثبت شده‌است.

## نگارخانه

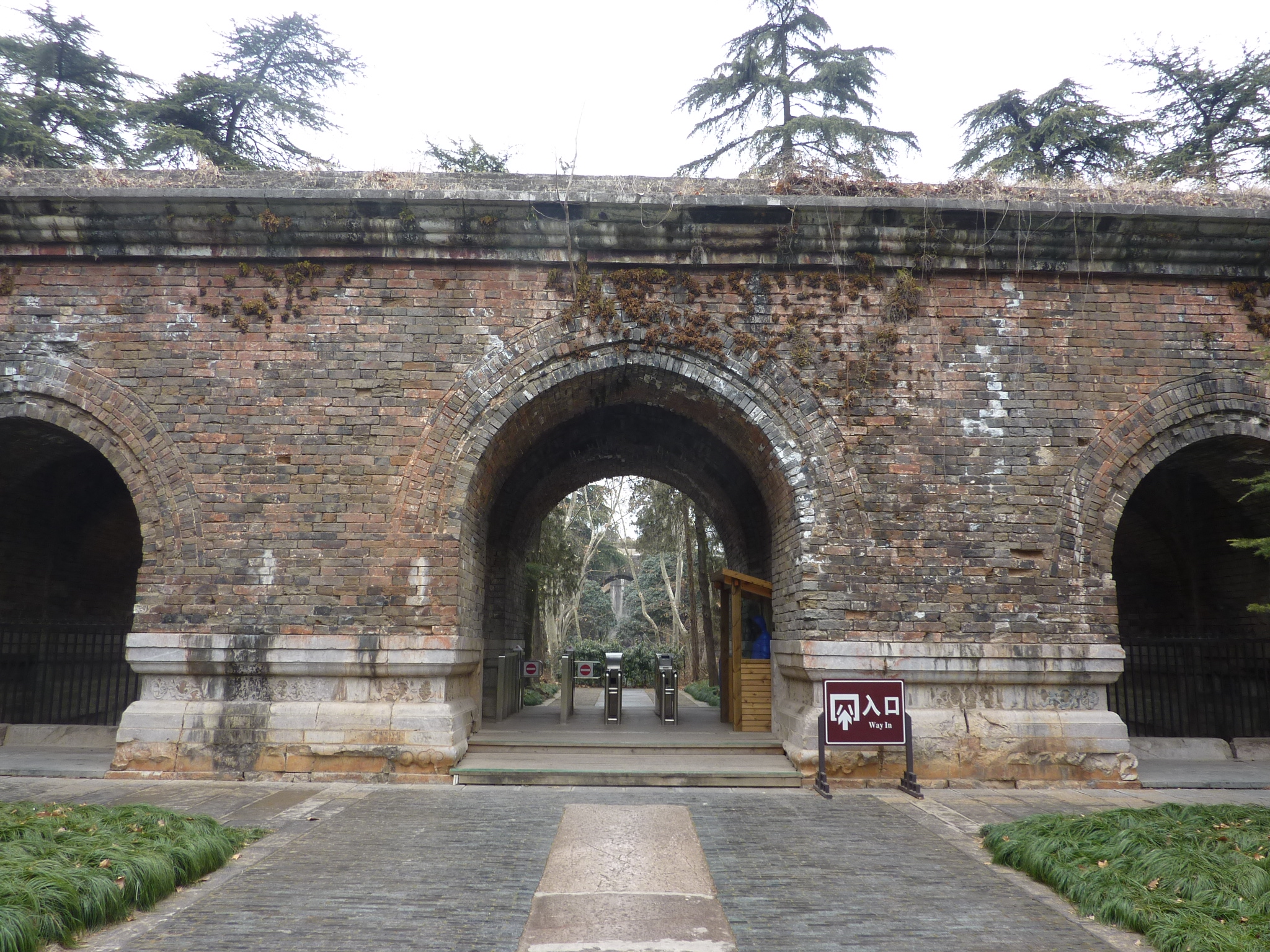
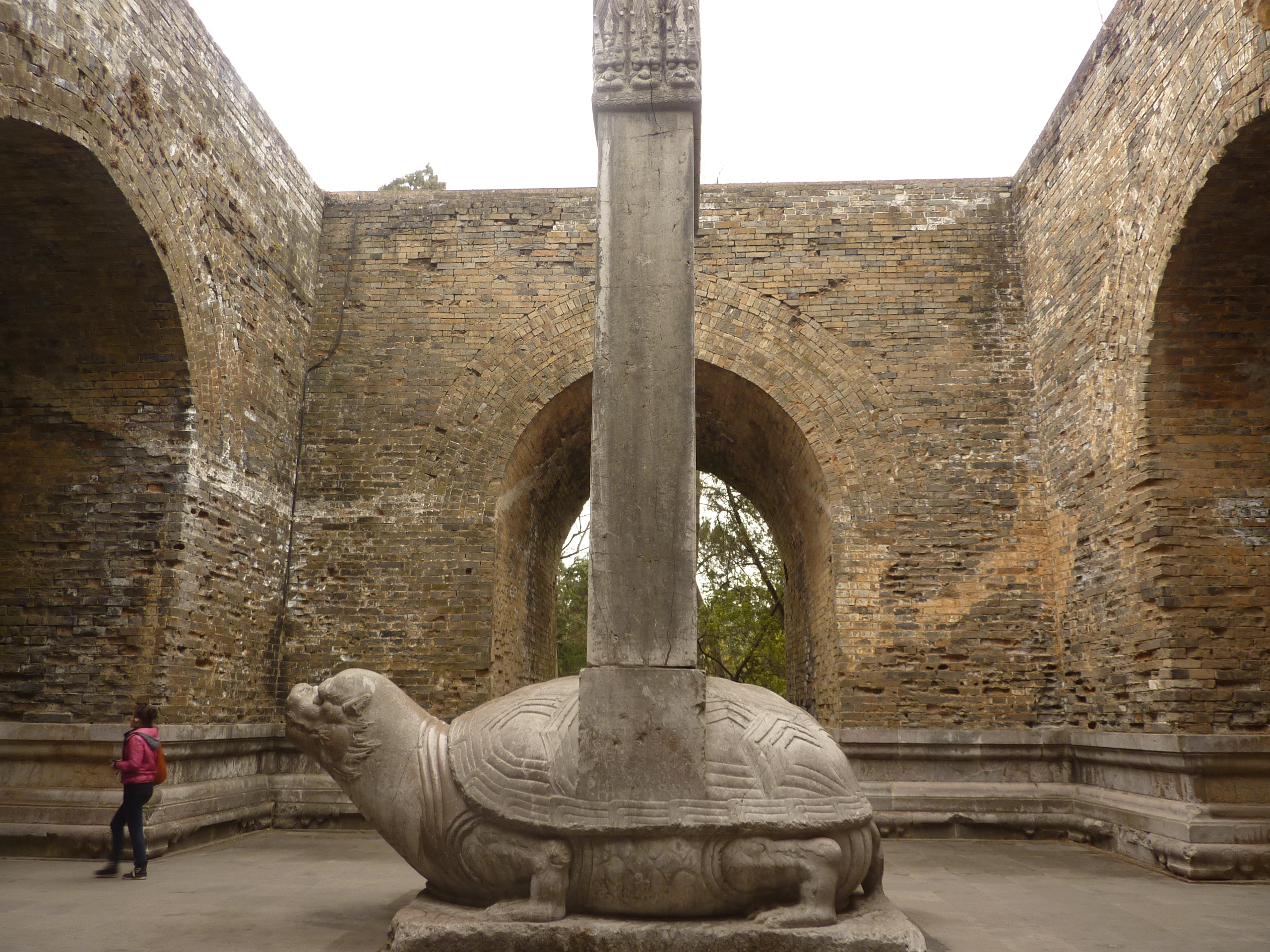
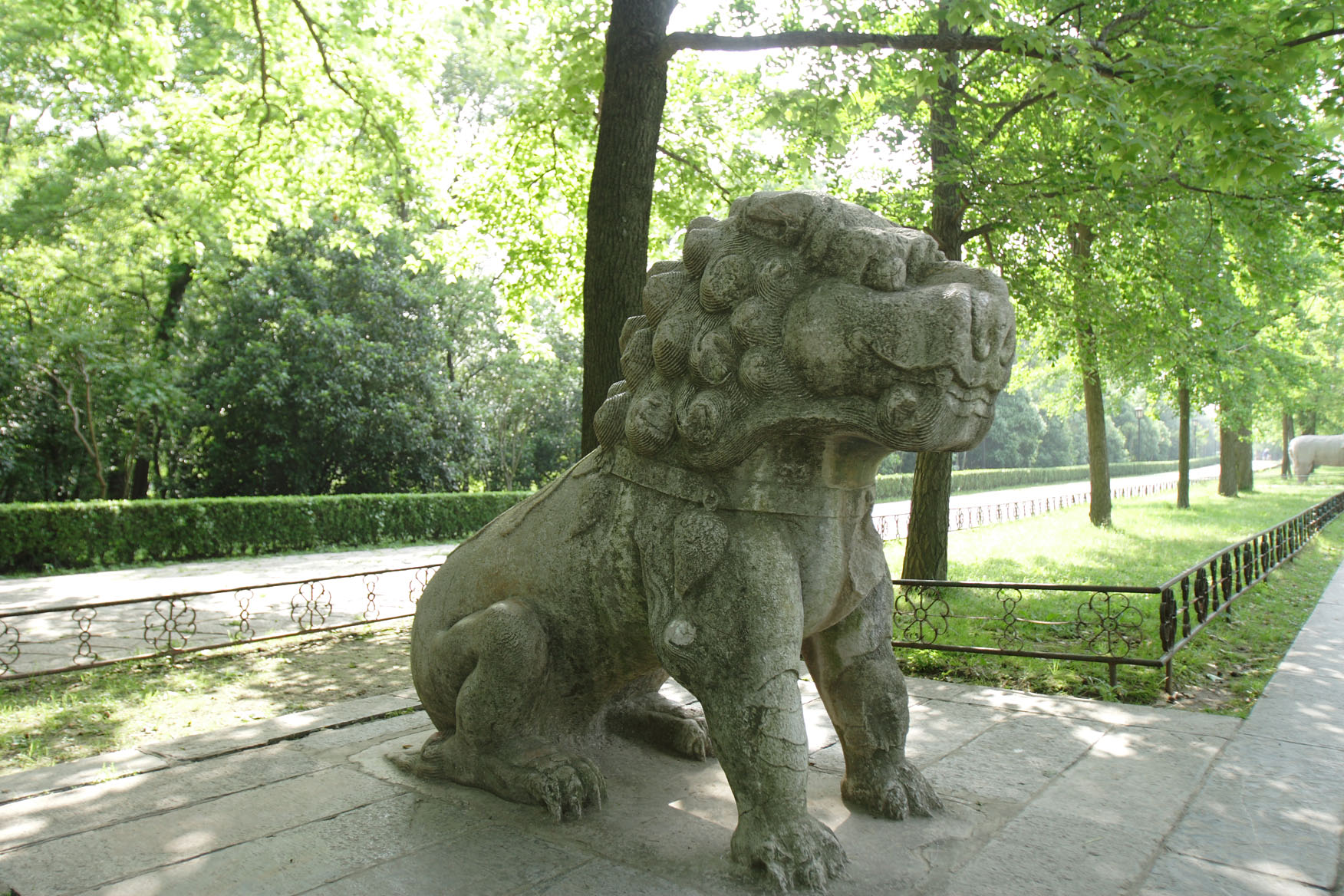
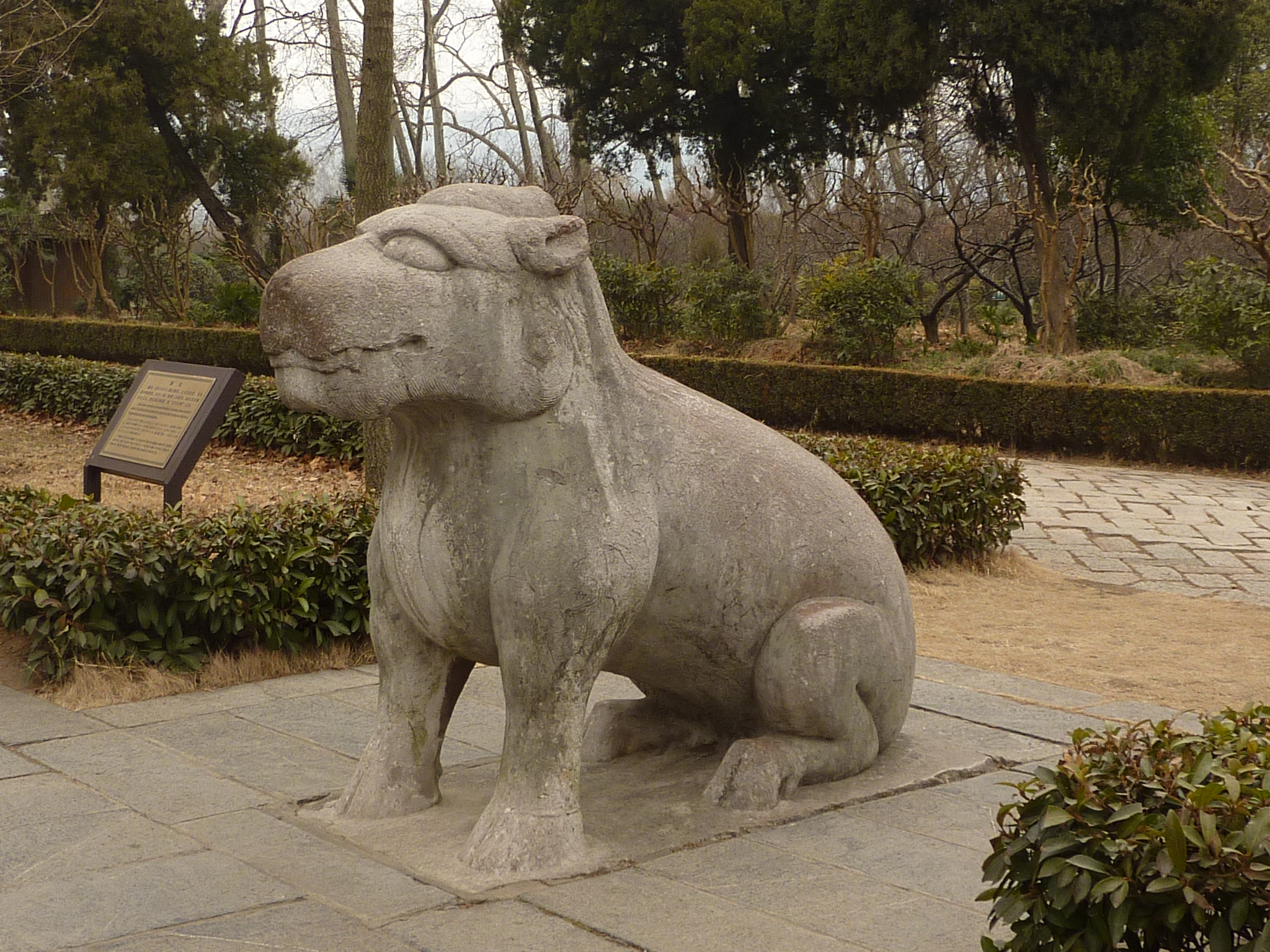
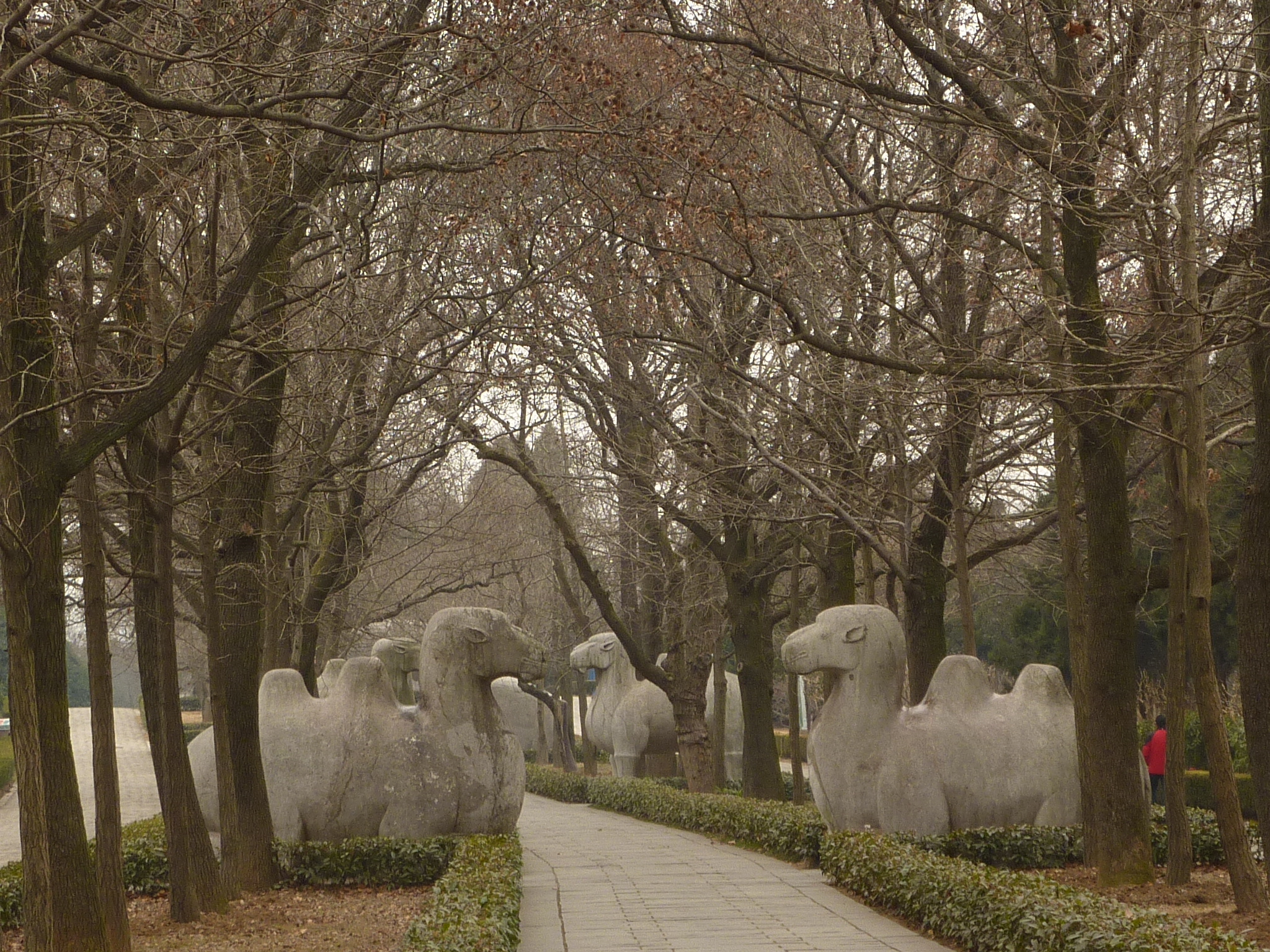
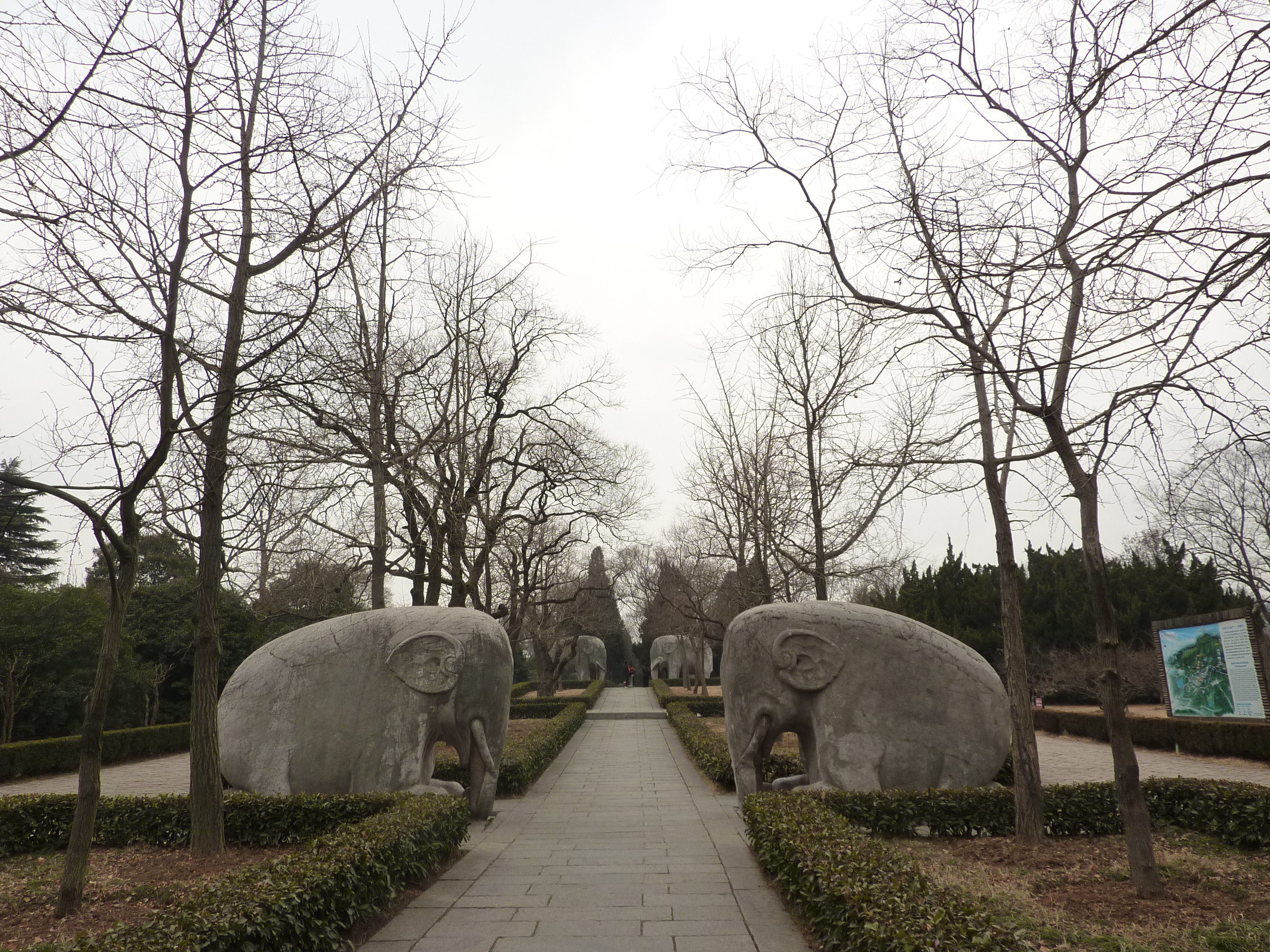
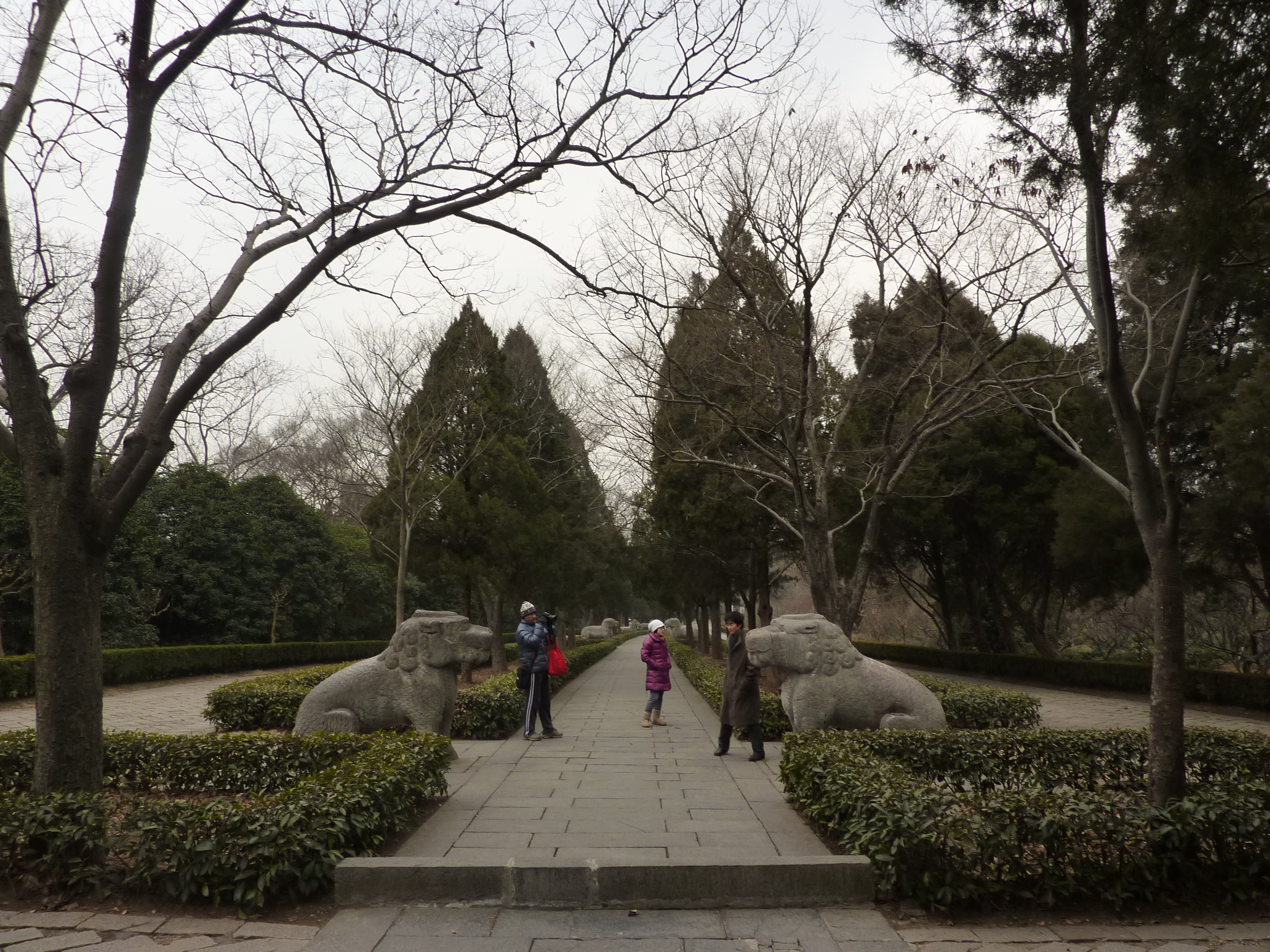
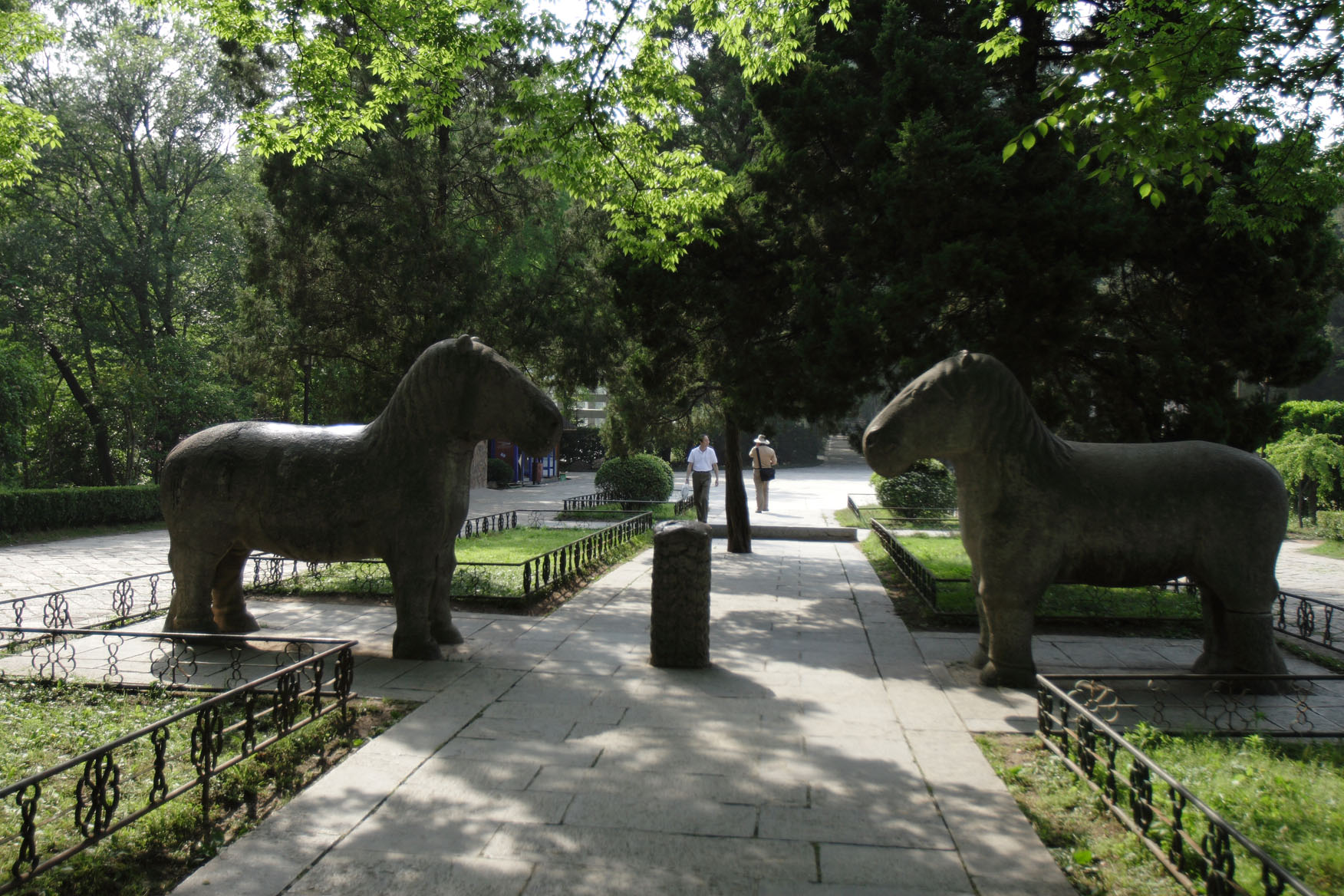
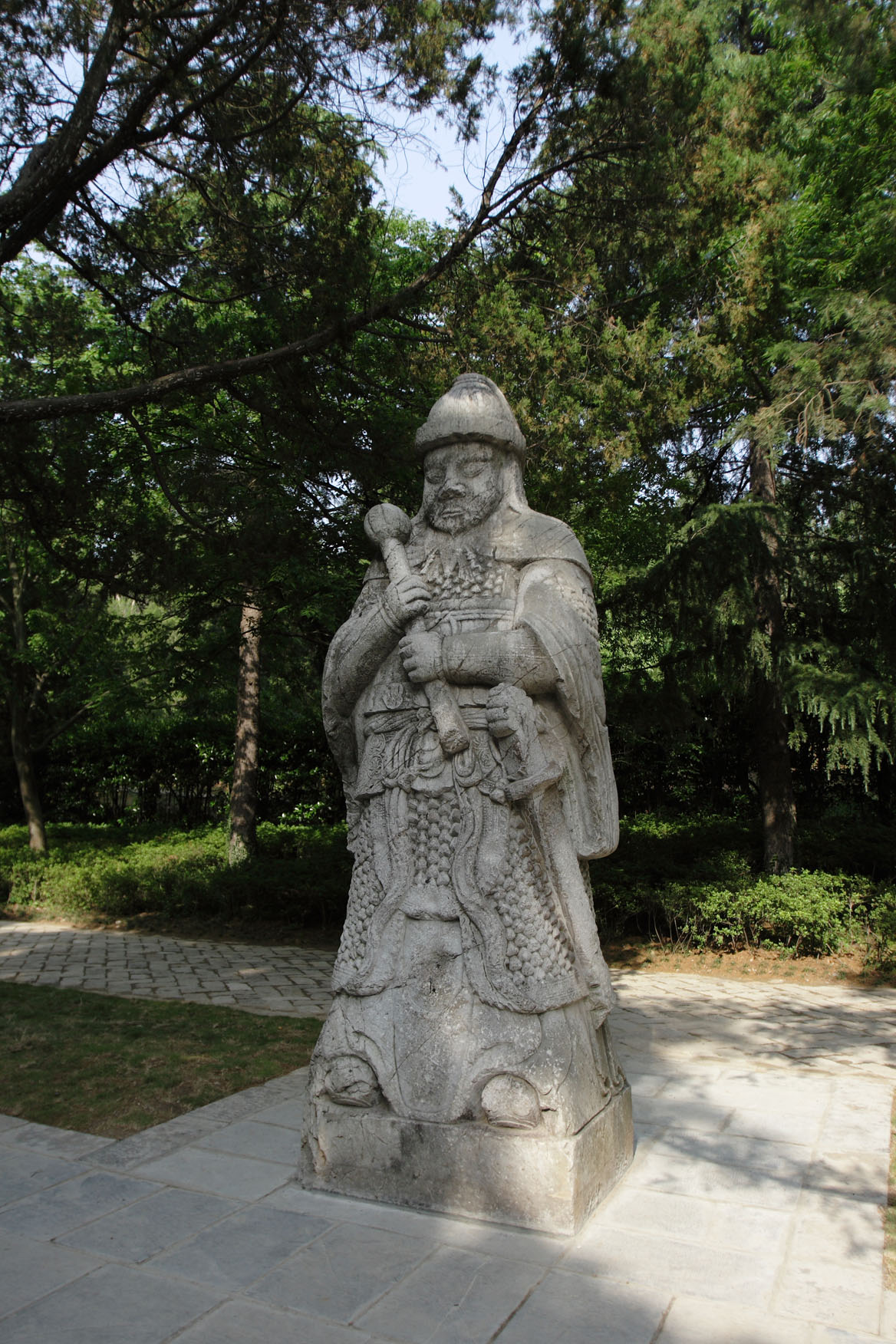
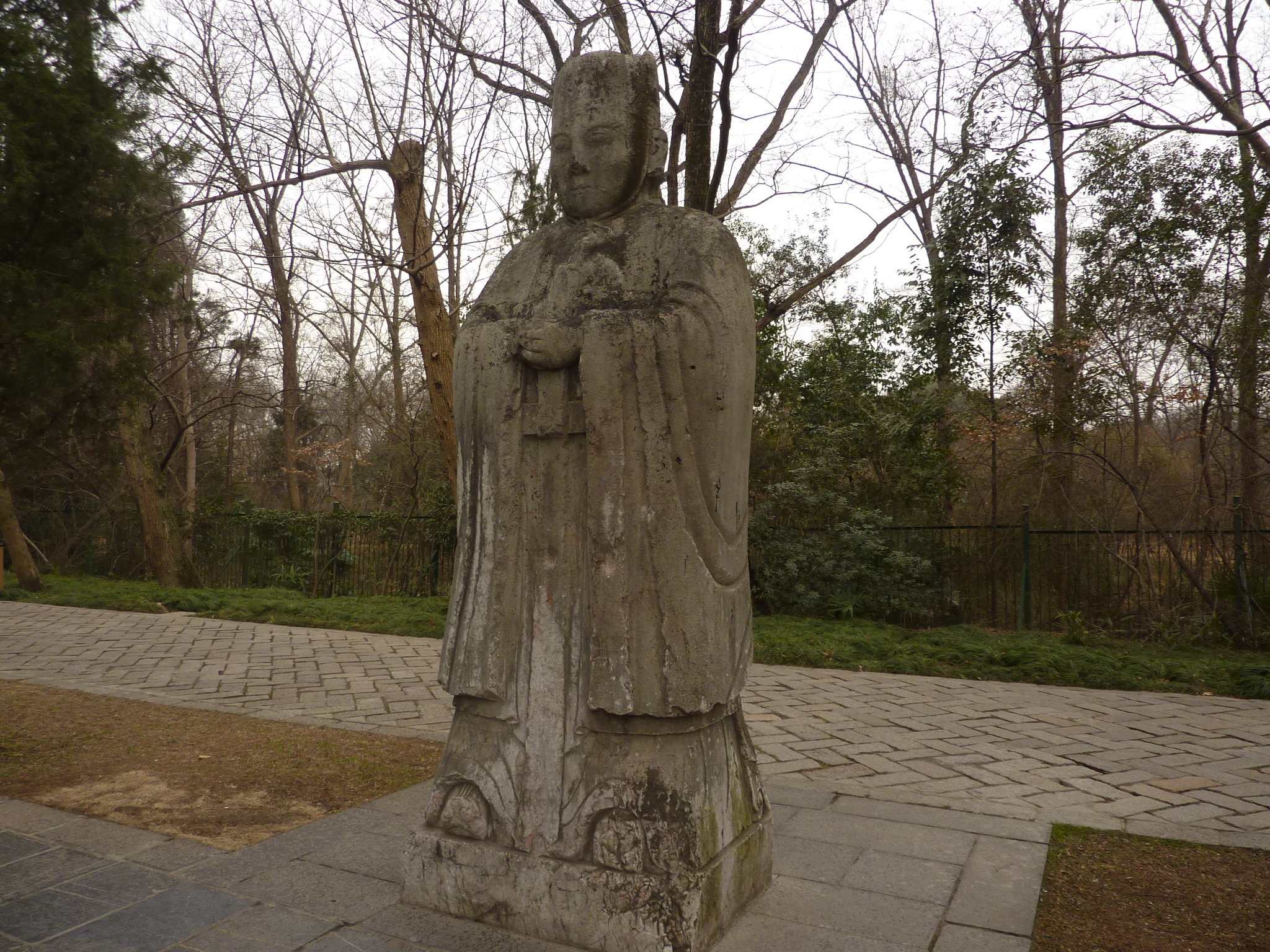
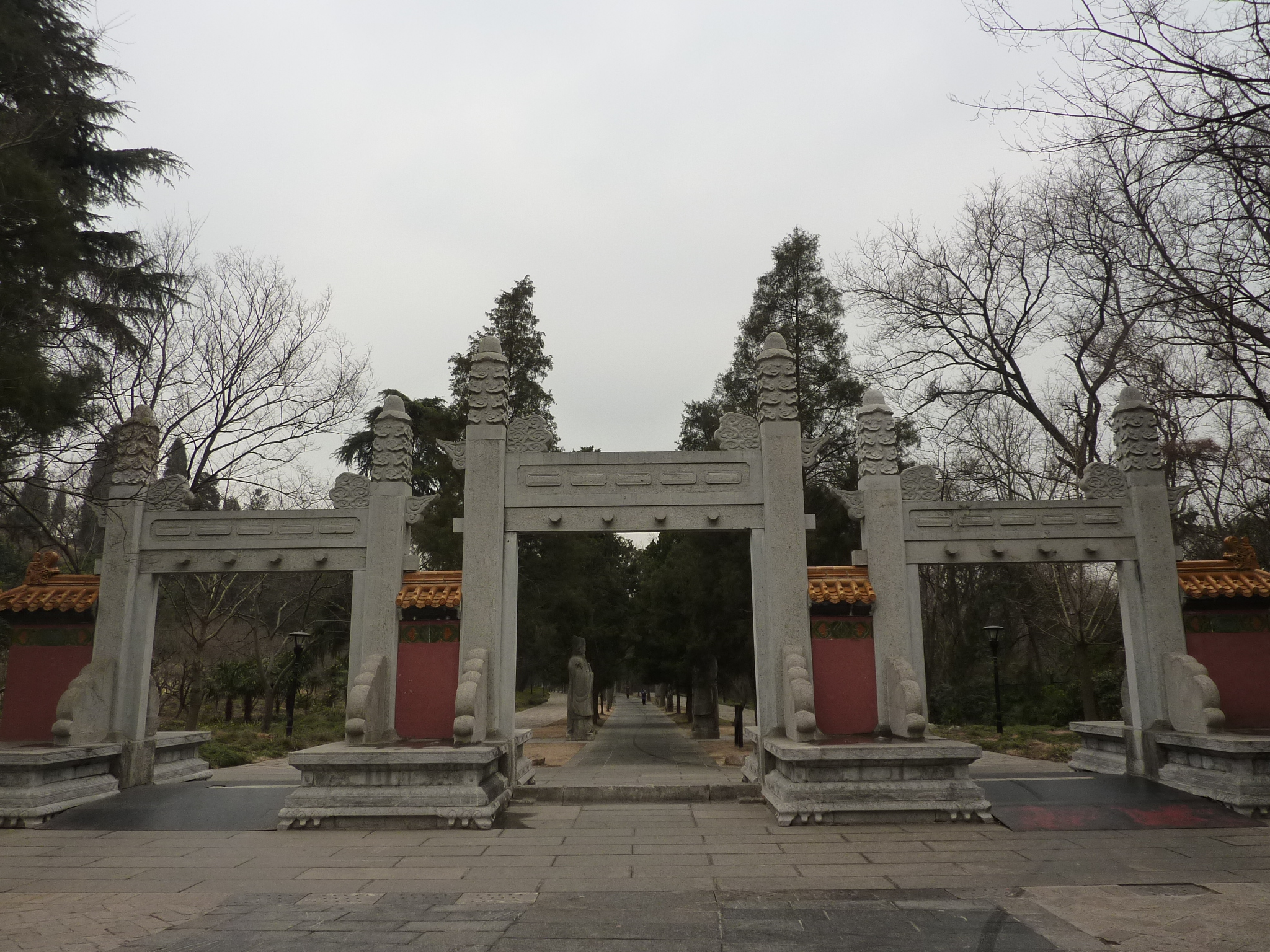
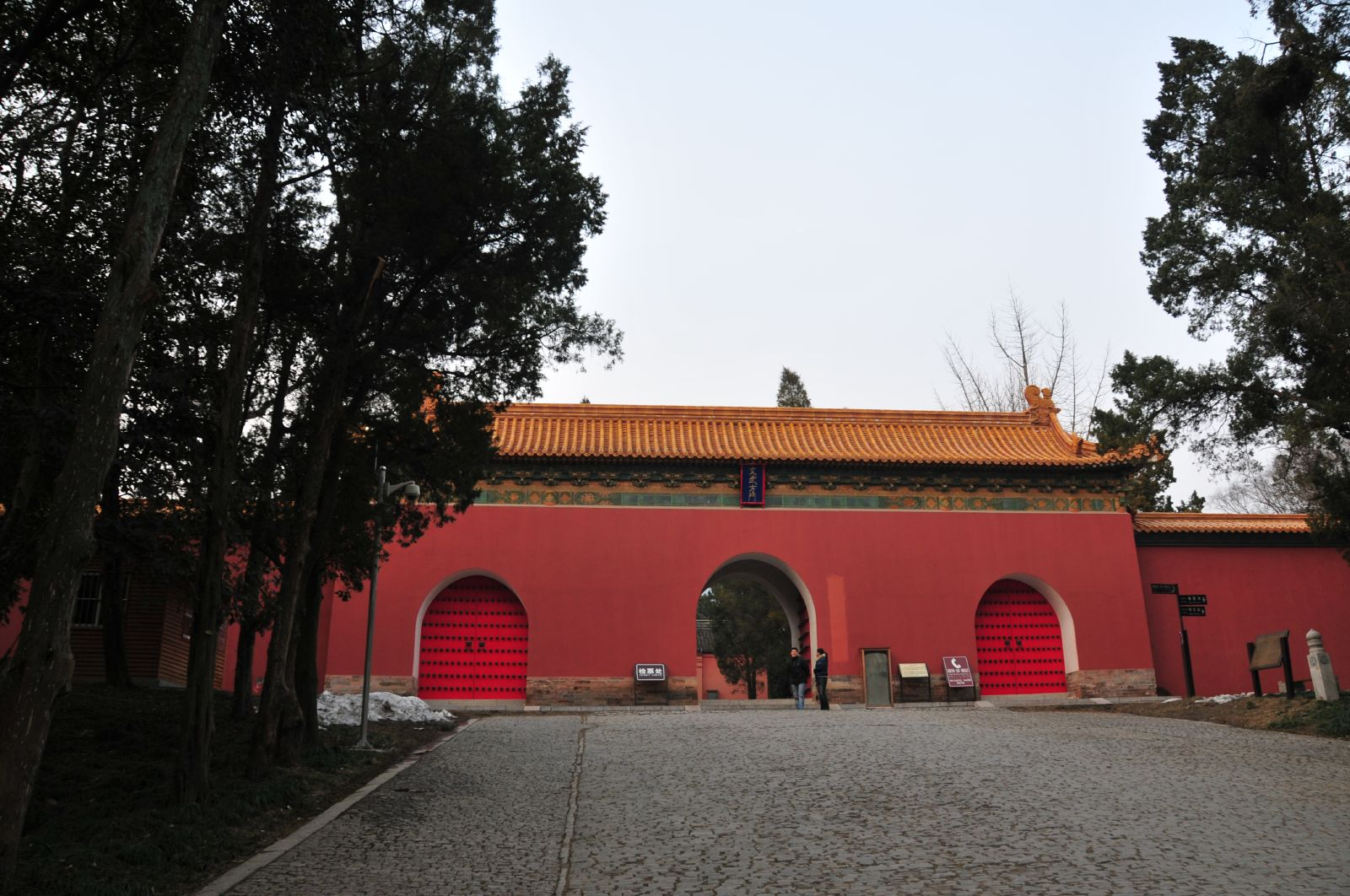
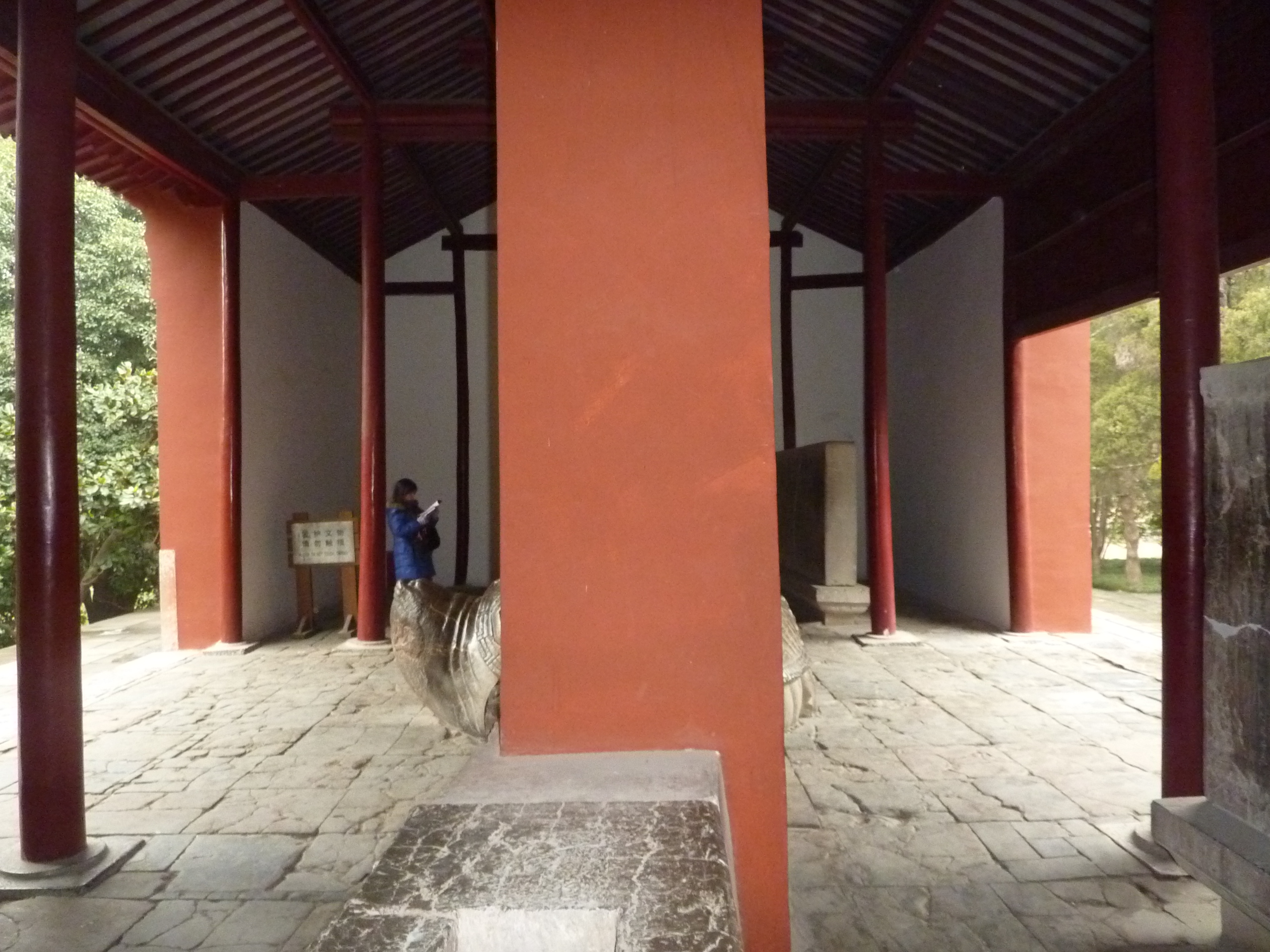
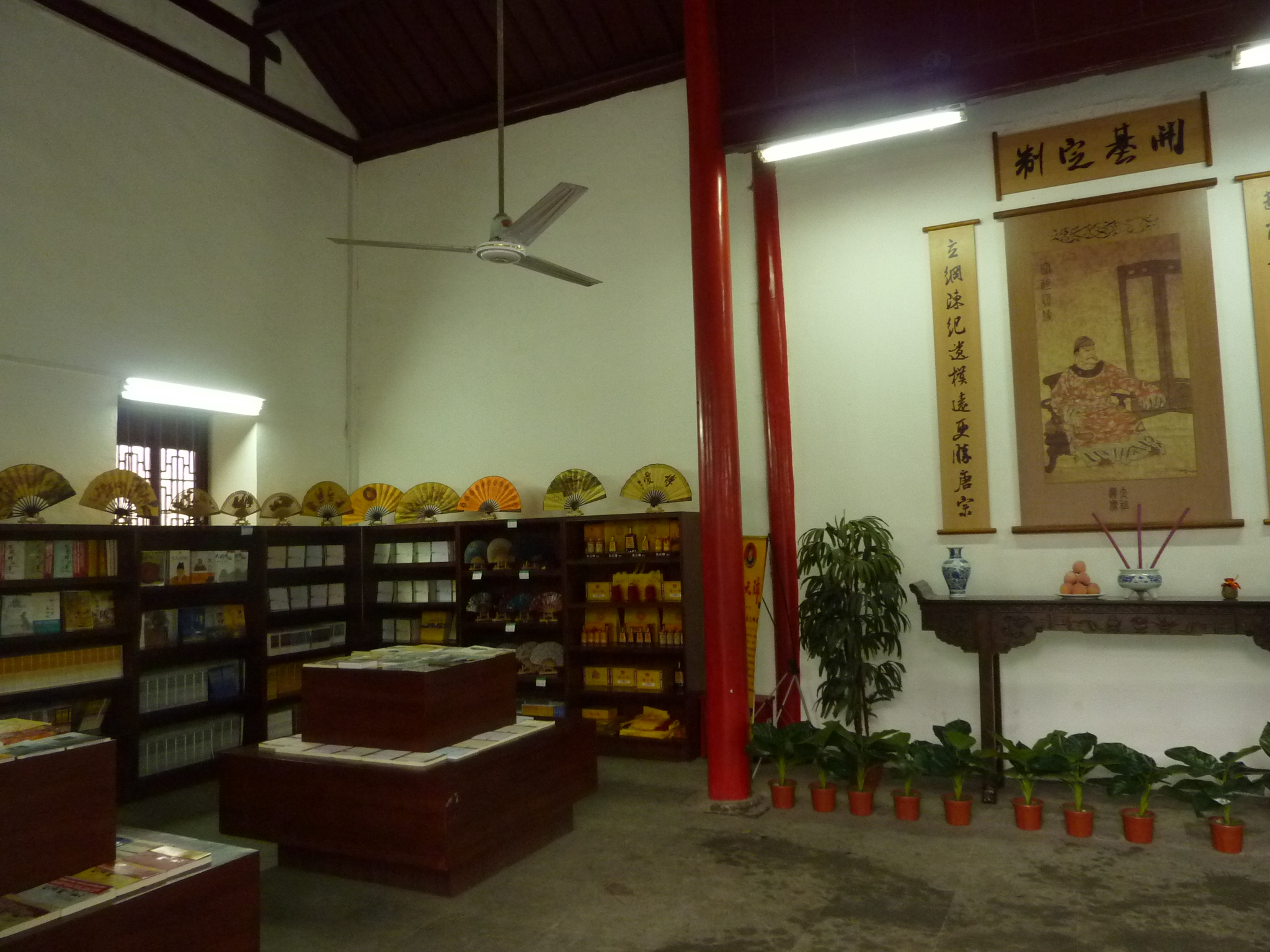
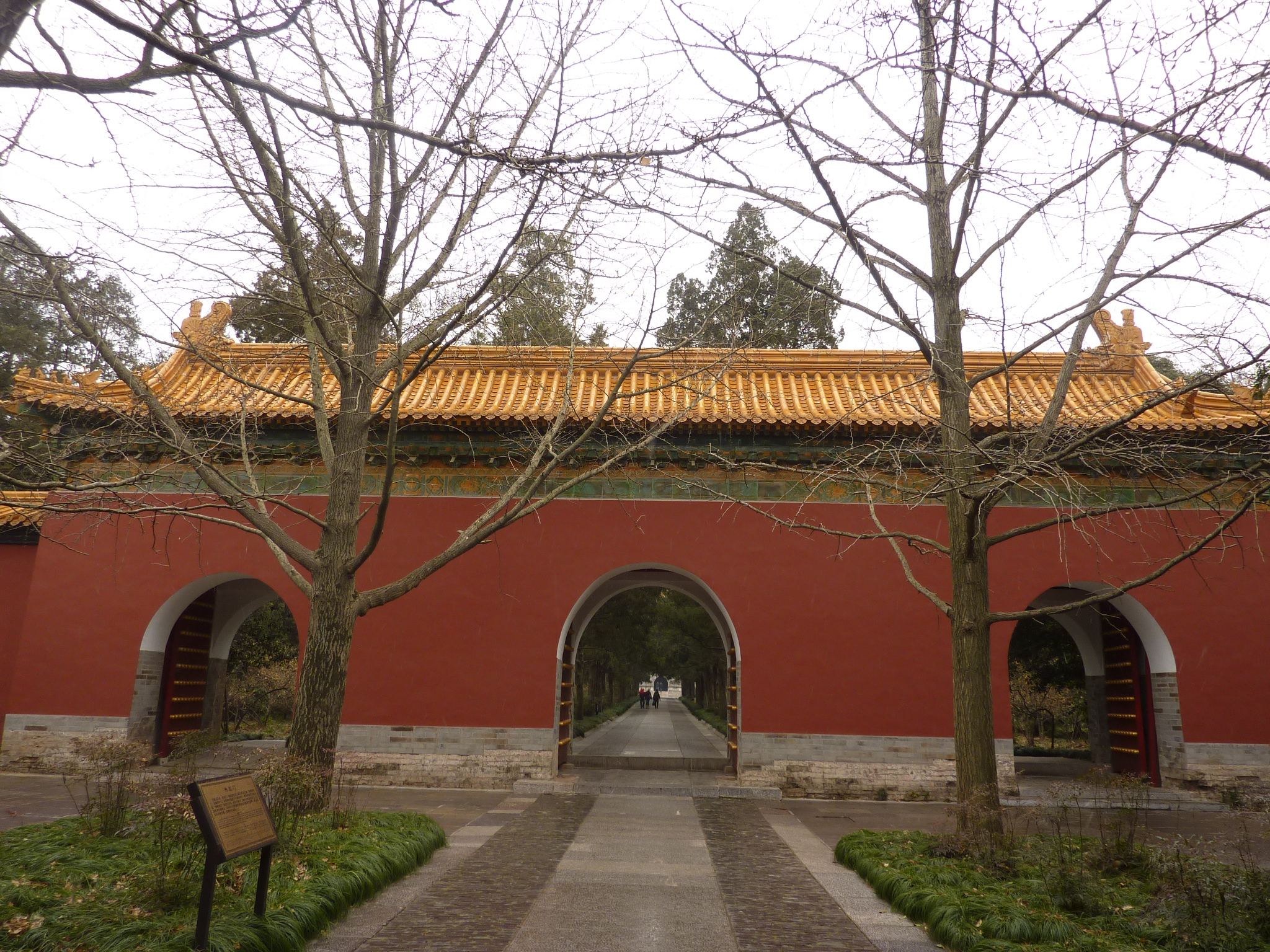
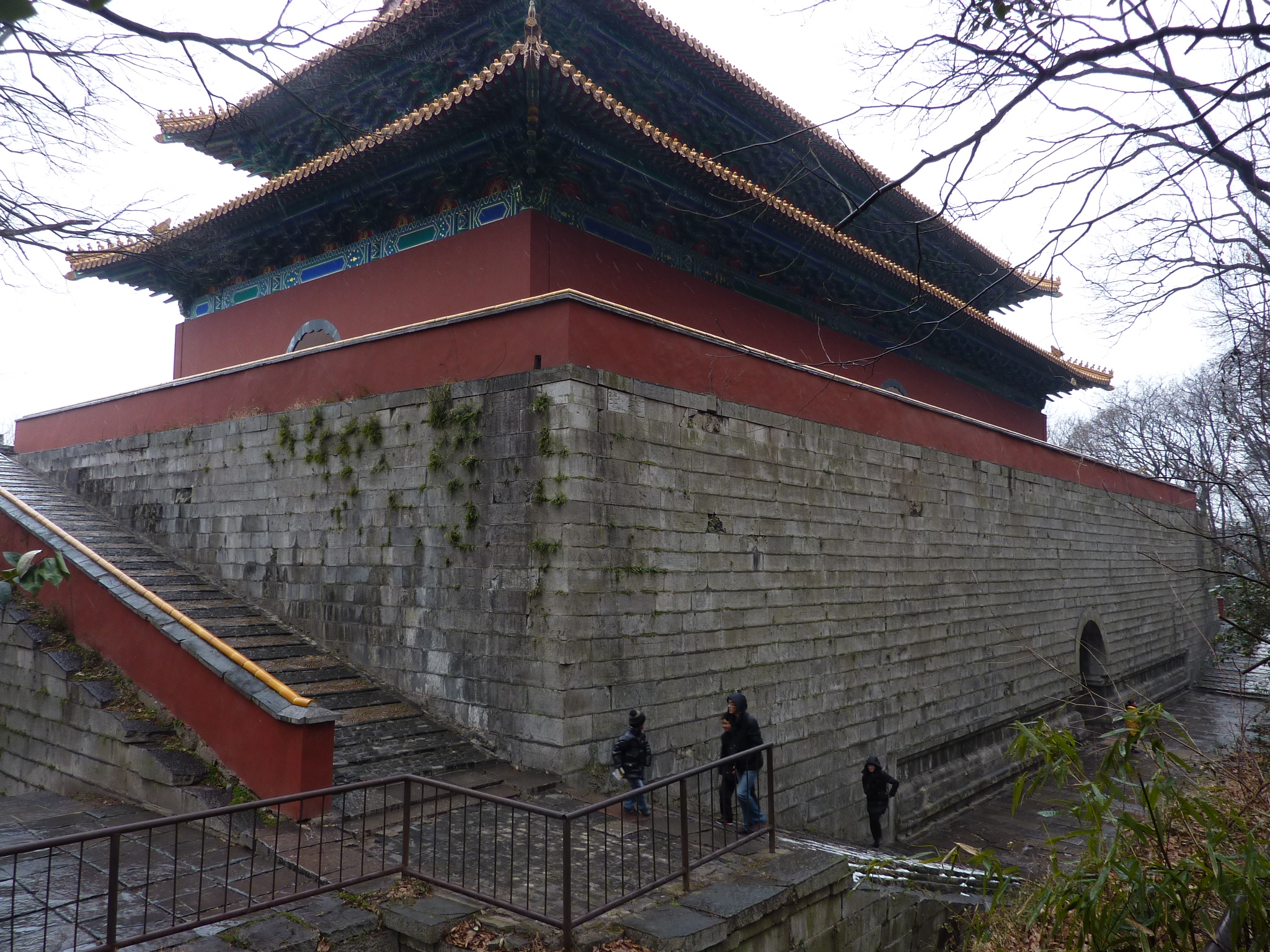
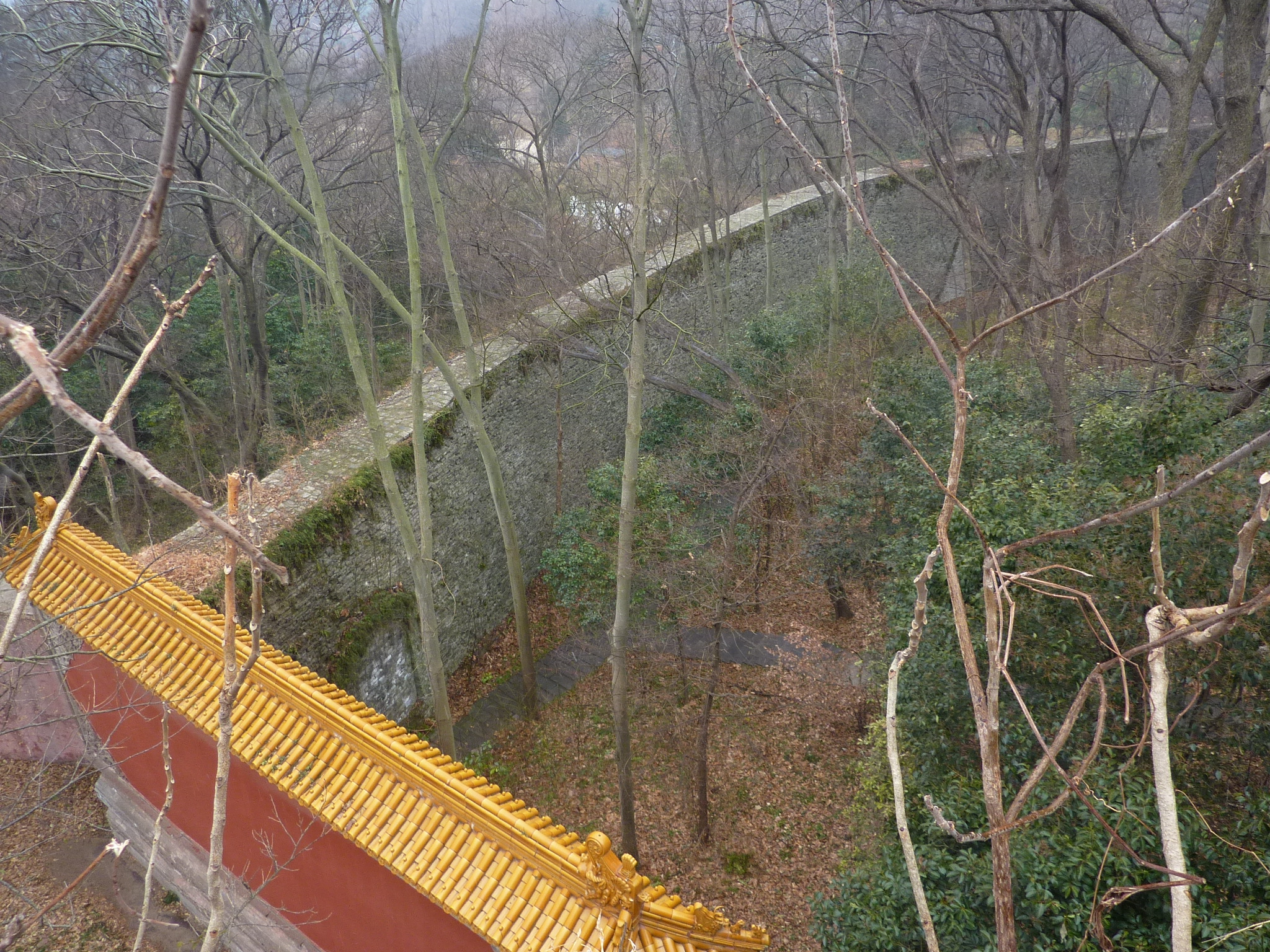